# Agnes Sauser-Im Obersteg
Agnes Ida Sauser-Im Obersteg (ab Ende der 1980er Jahre: Agnes Im Obersteg Sauser; * 29. Januar 1926 in Bern; † 27. August 2017) war eine Schweizer Politikerin (SVP) und Betriebswirtschafterin.

## Werdegang
Agnes Im Obersteg wuchs mit ihrer Schwester Ruth Im Obersteg zunächst in Zweisimmen auf. Später besuchte sie in Bern das städtische Gymnasium und schloss mit der Matura Typus B ab. Anschliessend studierte sie Wirtschaftswissenschaften an der Universität Bern. 1945 erlangte sie das Lizentiat, 1952 doktorierte sie mit der Dissertation unter dem Titel Bewertungsfragen der Kostenrechnung.
Ab 1952 arbeitete sie als Revisorin in der Finanzabteilung der Generaldirektion der PTT. Bald übernahm sie die Leitung der Kostenrechnungsgruppe. Zu ihren Aufgaben gehörten die Reorganisation des gesamten Rechnungswesens der PTT-Betriebe und verschiedene betriebswirtschaftliche Spezialaufgaben.
1959 heiratete sie Fritz Sauser, den damaligen Direktor bei den PTT.

### Beruflich
1961 bis 1974 war Agnes Sauser-Im Obersteg bei der Von Roll AG als beratende Betriebswirtschafterin im Honorarverhältnis tätig. Zu ihren Aufgaben gehörte die Reorganisation des industriellen Rechnungswesens, Systembeurteilung und Ausarbeitung von Benutzerapplikationen bei der Einführung der elektronischen Datenverarbeitung, Stellungnahme zur Organisation der Materialbewirtschaftung und anderen betriebswirtschaftlichen Fragen.

### Politisch
Ab 1972 war Sauser-Im Obersteg im Gemeinderat von Wohlen bei Bern, wo sie dem Finanz- und Steuerwesen vorstand.
Ab 1974 war sie Mitglied des Grossen Rates des Kantons Bern. In dieser Funktion engagierte sie sich für gleiche Rechte für Mann und Frau. So war sie unter anderem in der ausserparlamentarischen Kommission zur Überprüfung der kantonalen Gesetzgebung und in der Arbeitsgruppe zur Überprüfung der Ehegatten- und Familienbesteuerung im Kanton Bern. Sie lancierte Vorstösse im Interesse der Frauen, wie etwa zur Sicherung eines Unterhaltsbeitrages für Sozialwaisen und einen weiteren für Kinderzulagen für Mitarbeiterinnen der öffentlichen Verwaltung von Kanton und Gemeinden.
1986 trat Im Obersteg aus dem Grossen Rat des Kantons Bern zurück, weil sie zur Gemeinderatspräsidentin von Wohlen bei Bern gewählt wurde. Dieses Amt und die Funktion als Gemeindepräsidentin hatte sie bis 1991 inne.

### Frauenorganisationen
- SAFFA Bürgschaftsgenossenschaft der Schweizer Frauen und Treuhandstelle: Im Obersteg war ab 1959 Vorstandsmitglied und sass im Geschäftsausschuss. Ab 1967 versah sie das Amt der Präsidentin und, da keine Nachfolgerin für die in den Ruhestand tretende Geschäftsführerin gefunden wurde, ab 1972 als geschäftsführende Präsidentin. 1990 trat sie von diesem Amt zurück.[4][2]
- Schweizerische Arbeitsgemeinschaft «Frau und Demokratie»: mehrere Jahre Vorstandsmitglied, sechs Jahre als Präsidentin
- Bund Schweizerischer Frauenorganisationen BSF: Mitarbeit in einigen Kommissionen des BSF
- Konsumentinnenforum Schweiz: in der Anfangszeit des Vereins Vorstandsmitglied und Gründungspräsidentin der Sektion Bern
- Frauenhaus Bern: Mitglied des ersten Stiftungsrates und während sieben Jahren dessen Kassierin[6]
- Soroptimist International Schweiz und Soroptimist Club Bern, der schweizerischen Landessektion der Europäischen Frauen-Union: mehrere Jahre Kassierin
- Revisorin während mehrerer Jahre für den Bund Schweizerischer Frauenorganisationen, Schweizerisches Institut für Hauswirtschaft, Schweizerischer Evangelischer Verband Frauenhilfe, Versicherungskasse der Bernischen Hebammen
- Gründungspräsidentin einer Frauengruppe der SVP Wohlen bei Bern[4]

## Würdigung
Sauser-Im Obersteg war in vielerlei Hinsicht eine Pionierin. Sie war schweizweit eine der wenigen Frauen, die zu ihrer Zeit als Betriebswirtschafterinnen tätig waren. Sie war auch in den politischen Ämtern und in vielen politischen Kommissionen und Gremien als Frau in der Rolle einer Pionierin. Auch in Wohlen bei Bern war sie als Gemeinde- und Gemeinderatspräsidentin die erste Frau. Sauser-Im Obersteg engagierte sich zudem in mehreren Frauenorganisationen. Viele davon befanden sich in der Aufbauphase. Sauser-Im Obersteg sah sich auch in diesen Fällen als Wegbereiterin, die zusammen mit anderen Frauen Aufbauarbeit leistete, was sie als befriedigend empfand.

## Veröffentlichungen
- Möglichkeiten einer gerechteren Ehepaarbesteuerung. In: Eidgenössische Kommission für Frauenfragen (Hrsg.): Frauenfragen / Questions au féminin / Problemi al femminile. Nr. 1, 1987, S. 46–50.